# Majdan Nezalezsnosztyi
A kijevi Függetlenség tere (ukránul Майдан Незалежності [Majdan Nezalezsnosztyi]) az ukrán főváros központi tere a Sevcsenko városrészben. 
A teret egyszerűen csak Majdan-ként hívják, amely jelentése: a tér. A Majdan a kijevi tömeggyűlések egyik leggyakoribb helyszíne.

## Története
A területen volt a Bölcs Jaroszláv által emelt kijevi városfal délkeleti kapuja. A középkorban itt mocsaras terület volt, majd a 18. században már kőházak álltak a területen és a század második felén piacokat, cirkuszi előadásokat tartottak a téren. A 19. században a nemesi közgyűlés épülete itt állt. 1859-ben itt lakott a tér 8. sz. házában Tarasz Sevcsenko (Ma múzeum. A városnegyed ma az ő nevét viseli). 1878-ban a téren épült fel a kijevi városháza (a Duma), amely után a teret is Duma térnek hívták. 1912-ben Ukrajna legmagasabb épületét, a tizenkét emeletes „Ginzburg-felhőkarcolót” húzták itt fel. 1919-től a Szovjet tér nevet viselte. Az 1930-as években úgy tervezték a kijevi városépítészek, hogy a téren lesz az ukrán főváros hivatali negyedének központja. 1935-ben a Kalinyin tér nevet kapja (Mihail Kalinyin után). 1961-ben nyitott meg a 16 emeletes Moszkva Hotel (amelyet 2001-ben átneveztek Ukrajna Hotel névre). 1976-tól az Októberi Forradalom tere nevet viseli. Ebben az évben megnyitották itt az azonos nevű metróállomást. A következő évben az októberi szocialista forradalom emlékére felállítanak egy emlékművet is Lenin szobrával. Ezt 1991-ben döntötték le, és átkeresztelték a területet a Függetlenség tere névre. 2001-ben egy új, 61 m magas emlékművet állítottak fel a tér közepén Lenin helyére, egy fehér oszlop tetejére Berehinyának, a mitológiai lánynak a koronás alakját, amely Ukrajna függetlenségét jelképezi.

## Képek

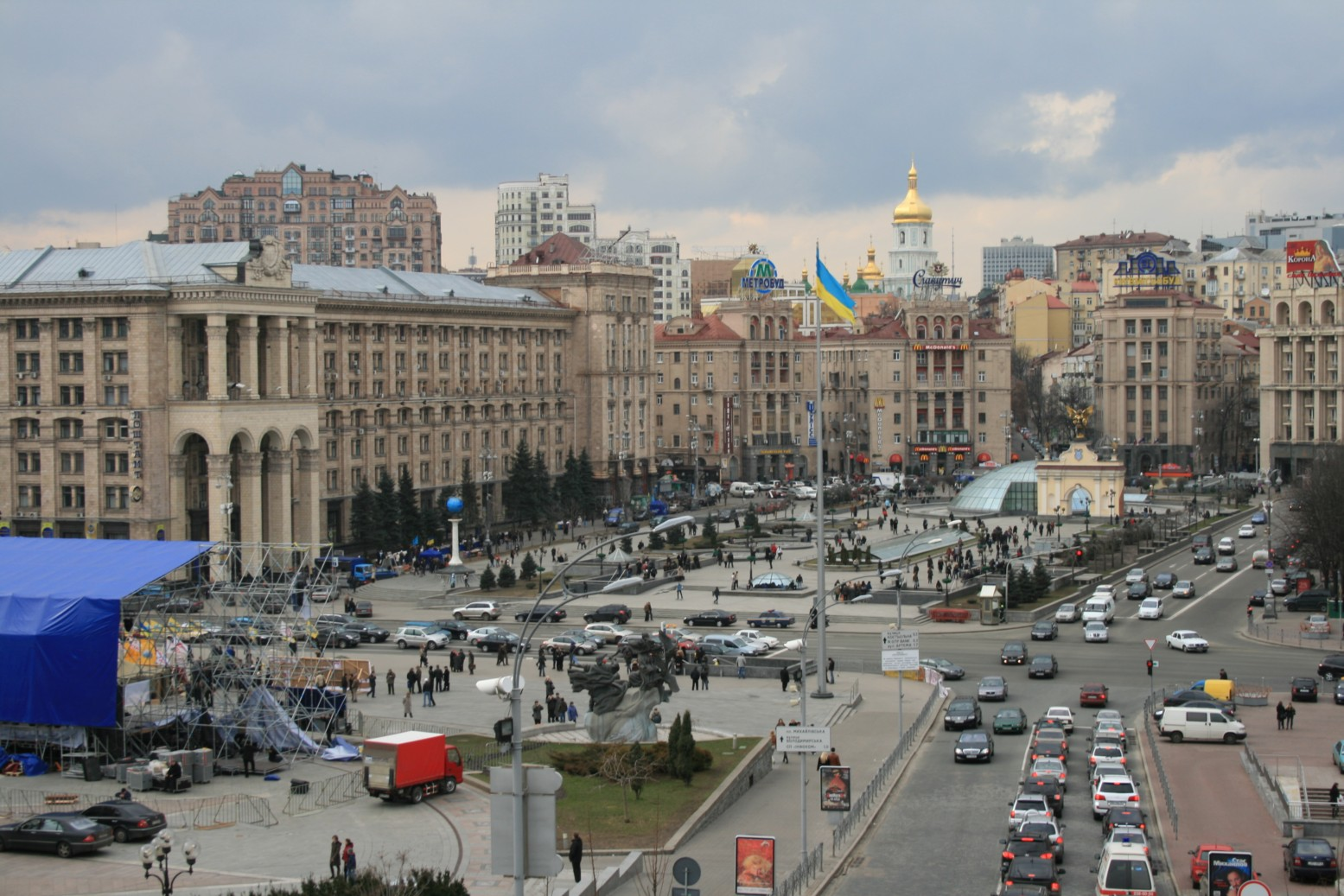
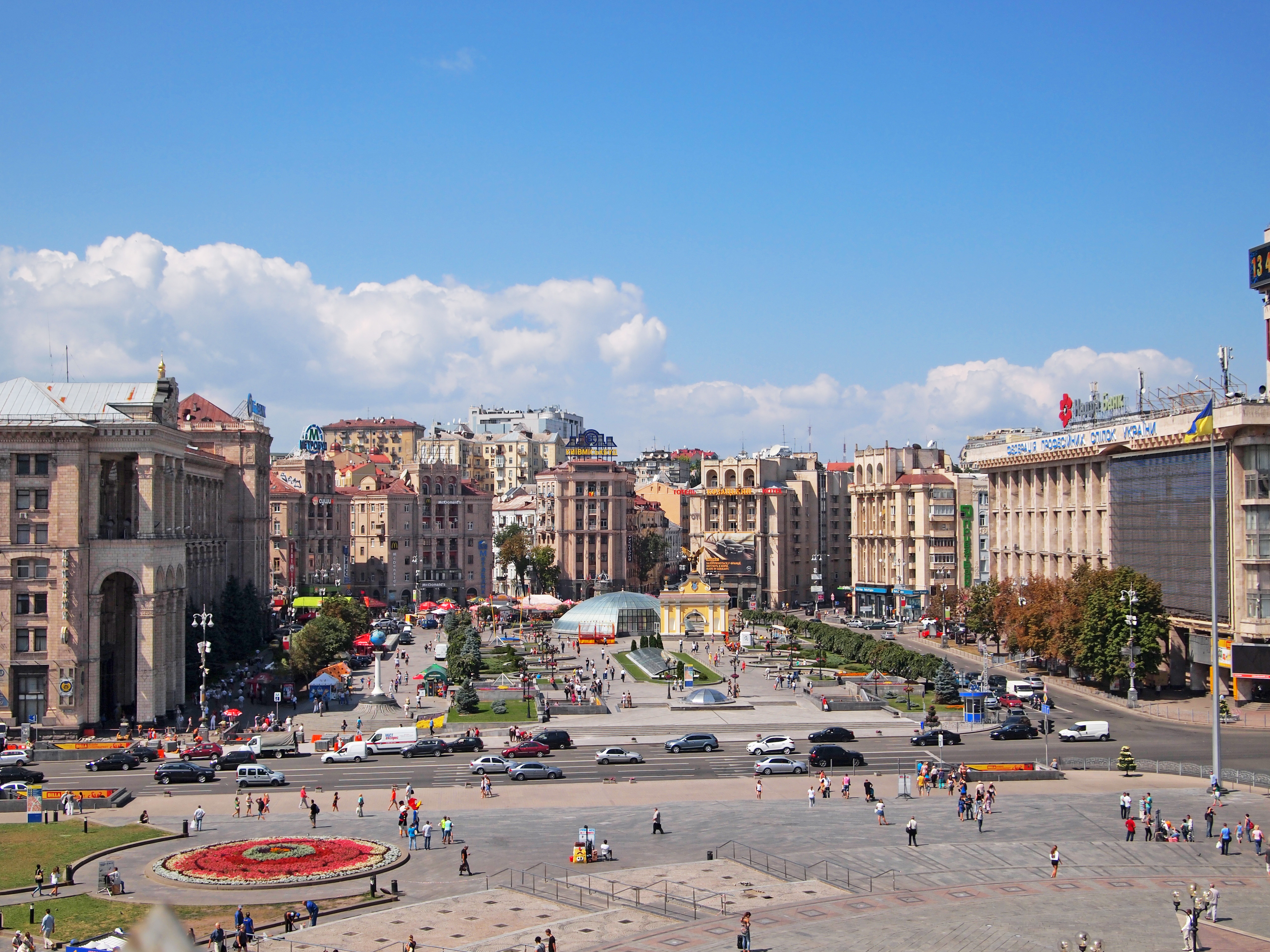
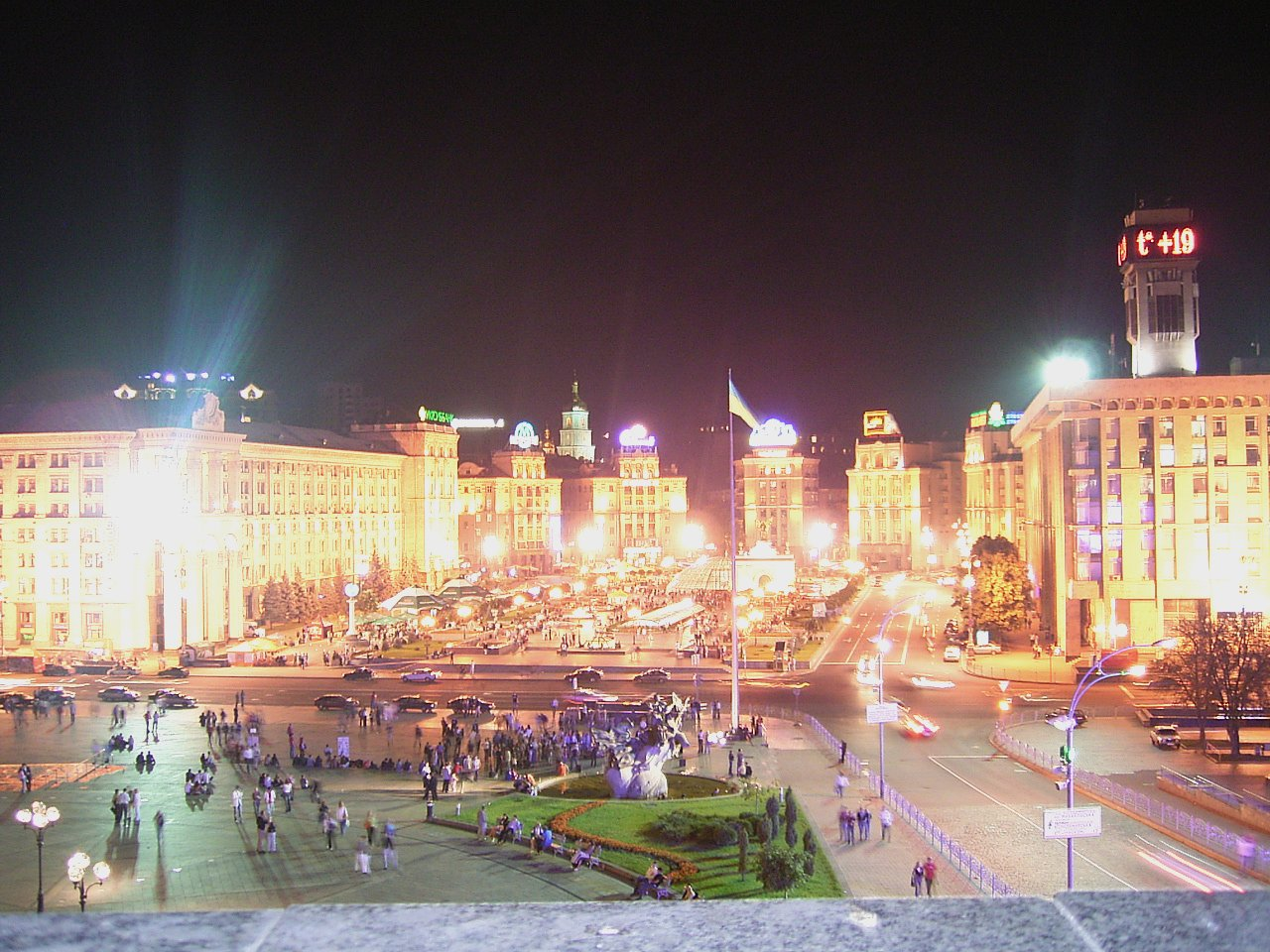
A Majdan esti fényekben (2005)
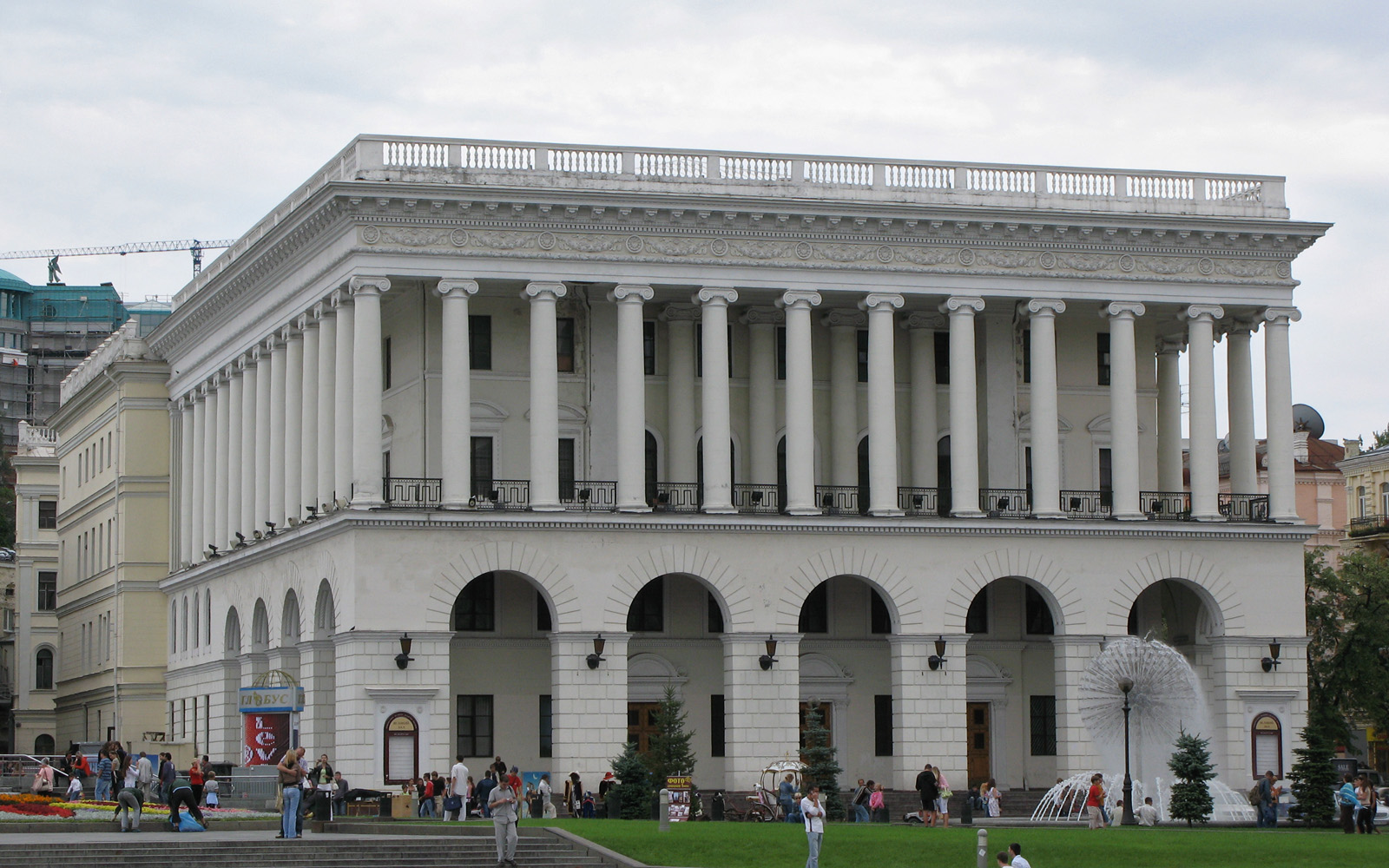

## Fordítás
Ez a szócikk részben vagy egészben  a(z)   Майдан Незалежності (Київ) című ukrán Wikipédia-szócikk fordításán alapul.  Az eredeti cikk szerkesztőit annak laptörténete sorolja fel. Ez a jelzés csupán a megfogalmazás eredetét és a szerzői jogokat jelzi, nem szolgál a cikkben szereplő információk forrásmegjelöléseként.